# Étoile de France (1938)

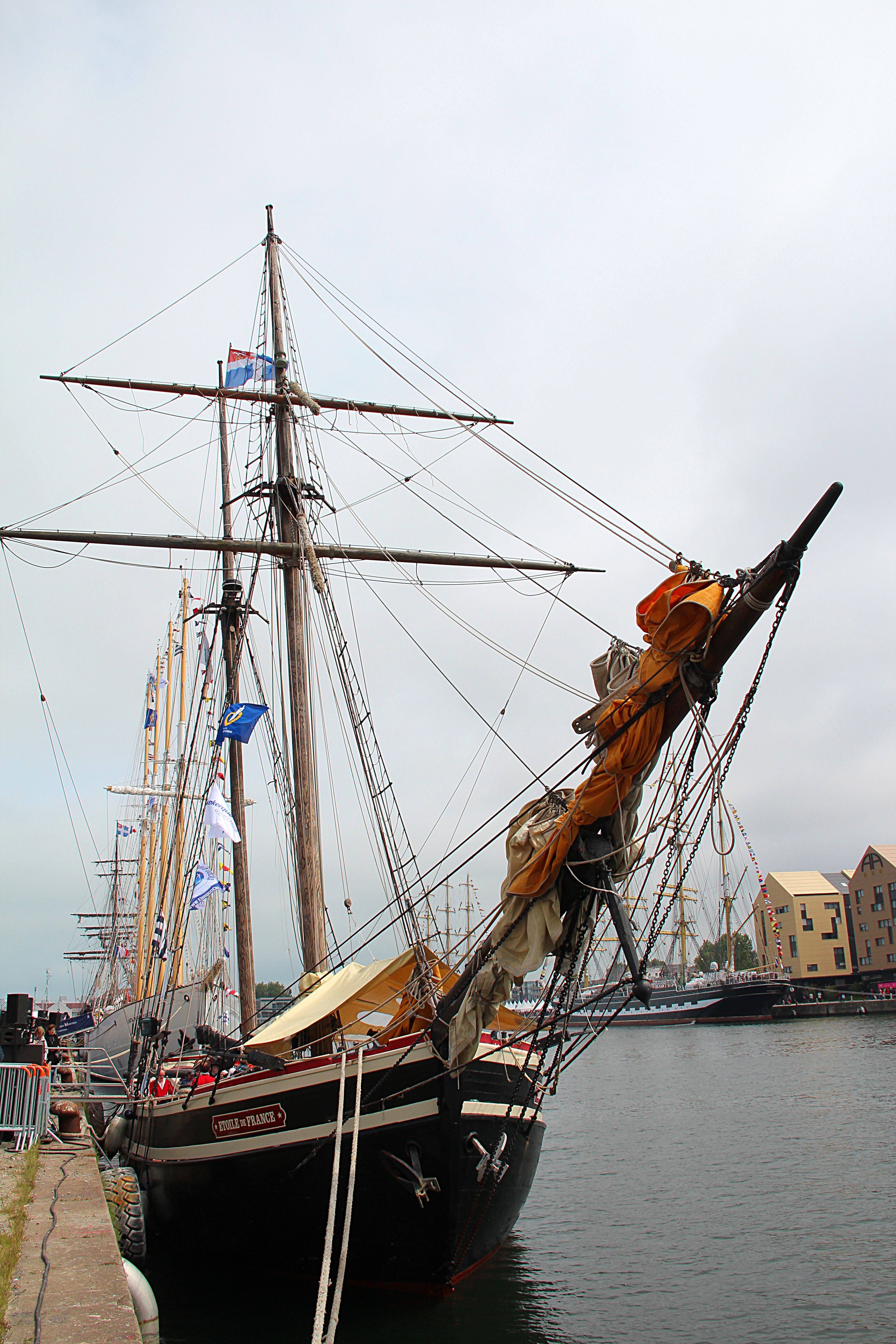
Proue de la goélette à hunier Étoile de France, lors du grand rassemblement maritime de juin 2013 à Dunkerque.

L’Étoile de France est une goélette à hunier et à coque bois construite en 1938 en tant que cargo pour la mer baltique (Baltic Trader), labellisée bateau d'intérêt patrimonial depuis 2007.
Il était le navire amiral de l'armement Étoile Marine Croisières de Bob Escoffier comme le cotre à hunier Le Renard et le dundee Étoile Molène. Son ancienne immatriculation était D 43169. La nouvelle est SM D43169 (Saint-Malo).
Laissé à l'abandon ces dernières années à la suite d'une rupture de la transmission lors d'une manœuvre, deux entrepreneurs (Mathieu Sarrot et Julien Mabit) avaient décidé d'entreprendre sa restauration. Au-delà de la remise à neuf du bateau prévue pour 2024 à Saint Nazaire, le projet de rénovation visait à mettre en lumière la filière de compétences autour des navires traditionnels. Un projet annoncé comme  intergénérationnel et pédagogique ouvert au grand public.
La goélette coule dans le port de Saint-Nazaire le 29 octobre 2023 lors de la tempête Céline.

## Histoire
À sa construction en 1938, il a été lancé sous le nom de Jutlandia. C'était un caboteur-schooner trois-mâts avec le moteur auxiliaire servant au cabotage en mer Baltique. Il servait au transport du sel et de la morue entre l'Islande, le Danemark et le Portugal.
En 1955, il passe sous pavillon danois et prend le nom de Frennenæs. Son gréement est réduit en deux-mâts goélette.
En 1963, sous pavillon danois la goélette prend le nom de Jette Jan.
En 1971, elle est reconvertie en trois-mâts goélette pour devenir un navire-école.
En 1983, elle est de nouveau transformée en deux-mâts goélette en prenant le nom de Julia af Fåborg.
Mickael Turk en devient propriétaire et s'en sert pour le cinéma.
En 2007 Bob Escoffier la rachète et la rebaptise Étoile de France. Elle est  utilisée essentiellement comme voilier-charter. Il permet des sorties en mer à la journée et des croisières en Manche, Atlantique, Méditerranée et Caraïbes.
Elle est présente à l'Armada 2013 à Rouen, à la Fête de la mer de Boulogne-sur-Mer en juillet 2013 et à Brest 2016 et l'Armada 2019 à Rouen.

### Naufrage
Amarré depuis 2021 dans le port de Saint-Nazaire, le bateau coule, dans la nuit du 28 au 29 octobre 2023, site à la tempête Céline. Des trombes d’eau se sont abattues et des coupures de courant ont été enregistrées. Les pompes électriques, nécessaires au maintien à flot du navire, ont sans doute cessé de fonctionner. Seuls les deux mâts sortent de l’eau, tout le reste est posé sur le fond. Le bateau a coulé au ponton, le long de la base sous-marine, un endroit inaccessible aux camions-grues. Il faut des scaphandriers et un ponton-grue pour l'enlever. 
L'association mise en demeure de renflouer la goélette ne donne plus de nouvelles en février 2024.

## Commerce écologique
L'étoile de France a été affrété, comme le Belem, le Bessie Ellen et le Kathleen & May, par la Compagnie de transport maritime à la voile (CTMV), ancienne compagnie maritime française spécialisée dans le transport maritime du vin et spiritueux en bouteille.